# Tapeçaria turcomena

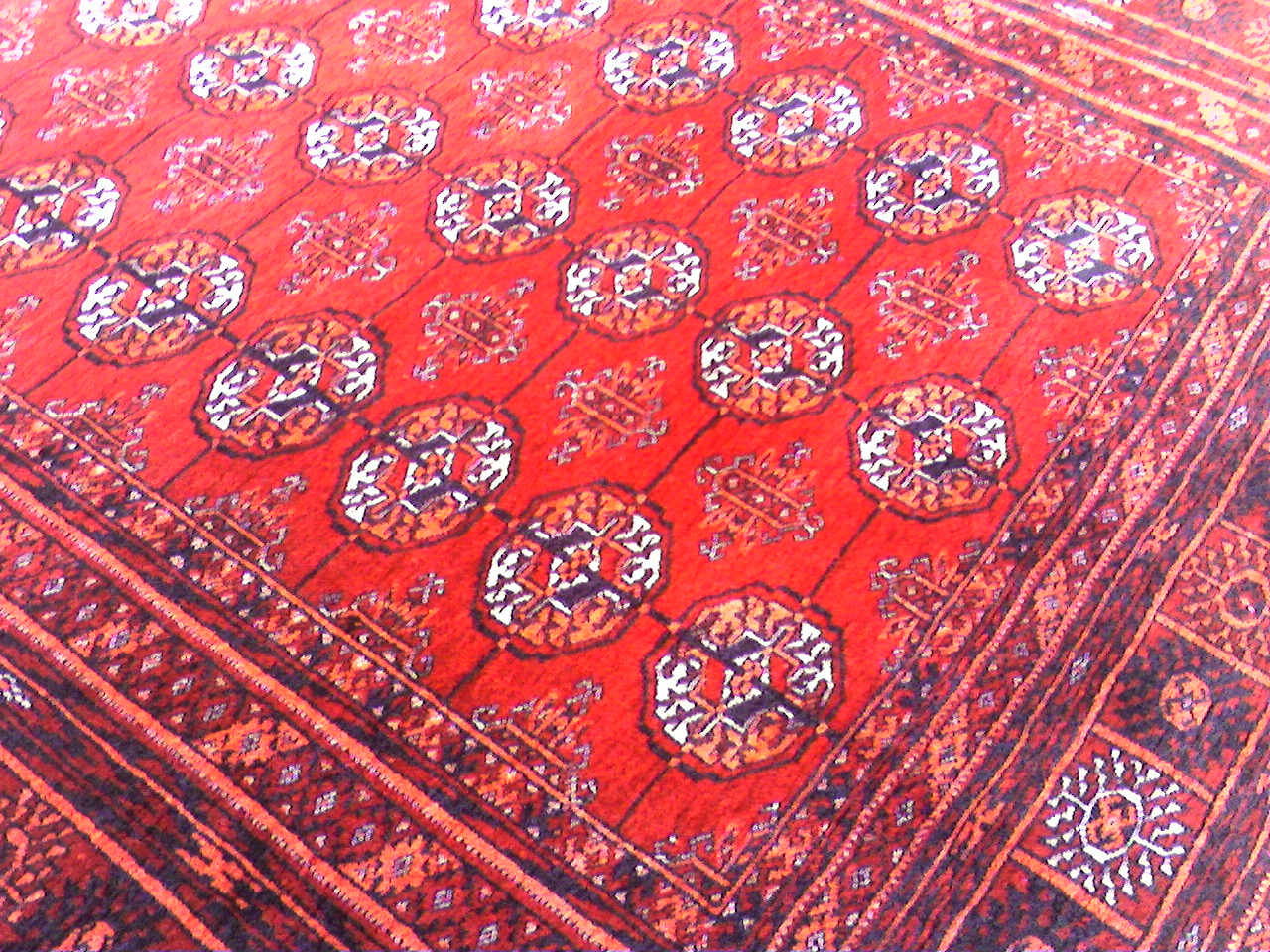
O Teke design Turkmen tapete. Este padrão é muitas vezes referido como o "Bukhara" design de impressão.

A tapeçaria turquemena, ou turcomena (em turcomeno:  Türkmen haly), é feita a mão, tradicionalmente originária da Ásia Central. É importante distinguir entre as tapeçarias tribais turcomenas originais e as tapeçarias produzidas em grande número para exportação principalmente para o Paquistão e o Irã. As tapeçarias originais são produzidas pelas tribos turquemenas, que são o principal grupo étnico no Turquemenistão e também são encontradas no Afeganistão e no Irã. Elas são usados para vários fins, incluindo tapetes de tenda, cortinas de porta e sacos de vários tamanhos.

## História

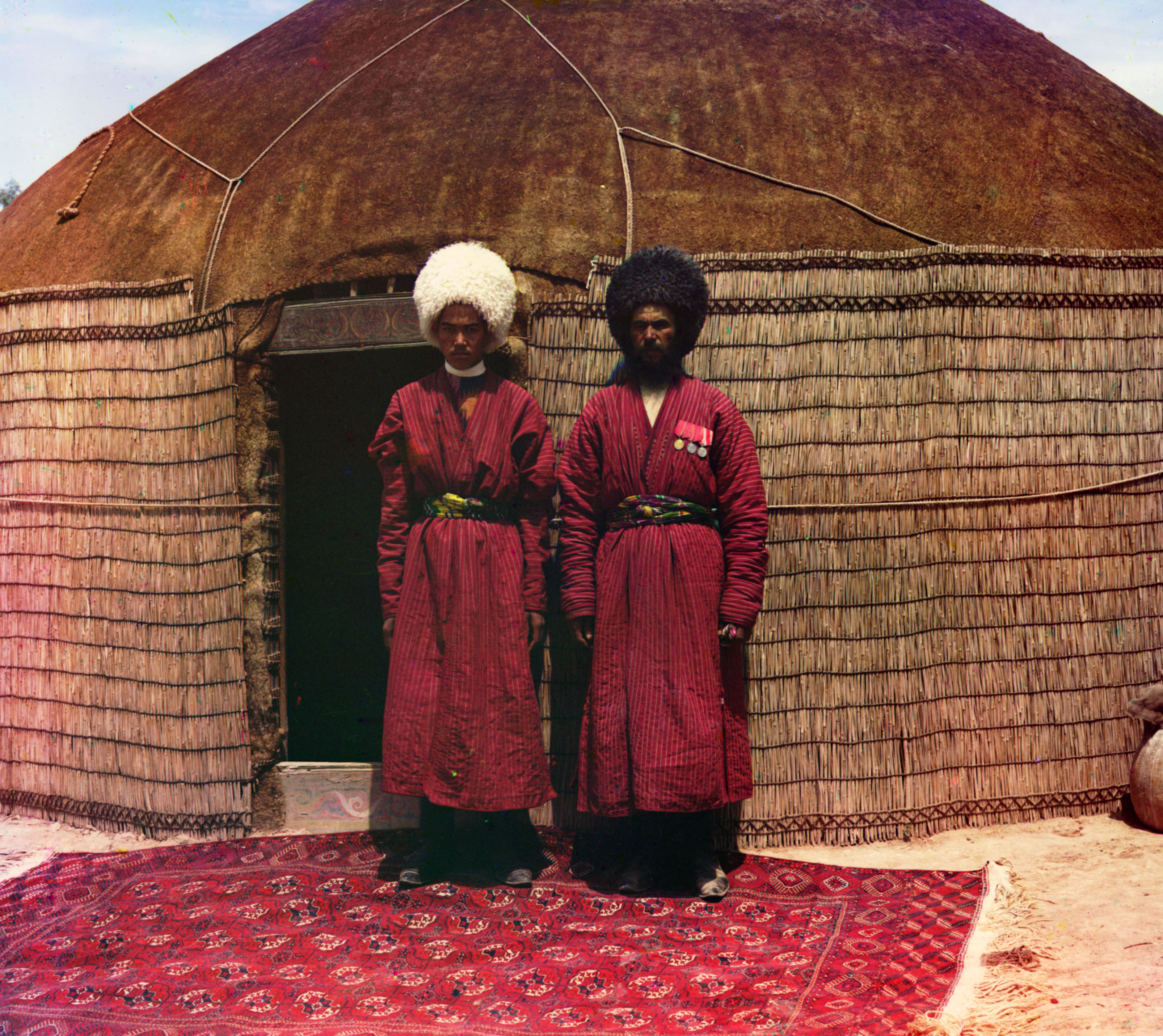
Dois homens turquemenos de pé sobre um tapete em frente a uma tenda. (1905-1915)

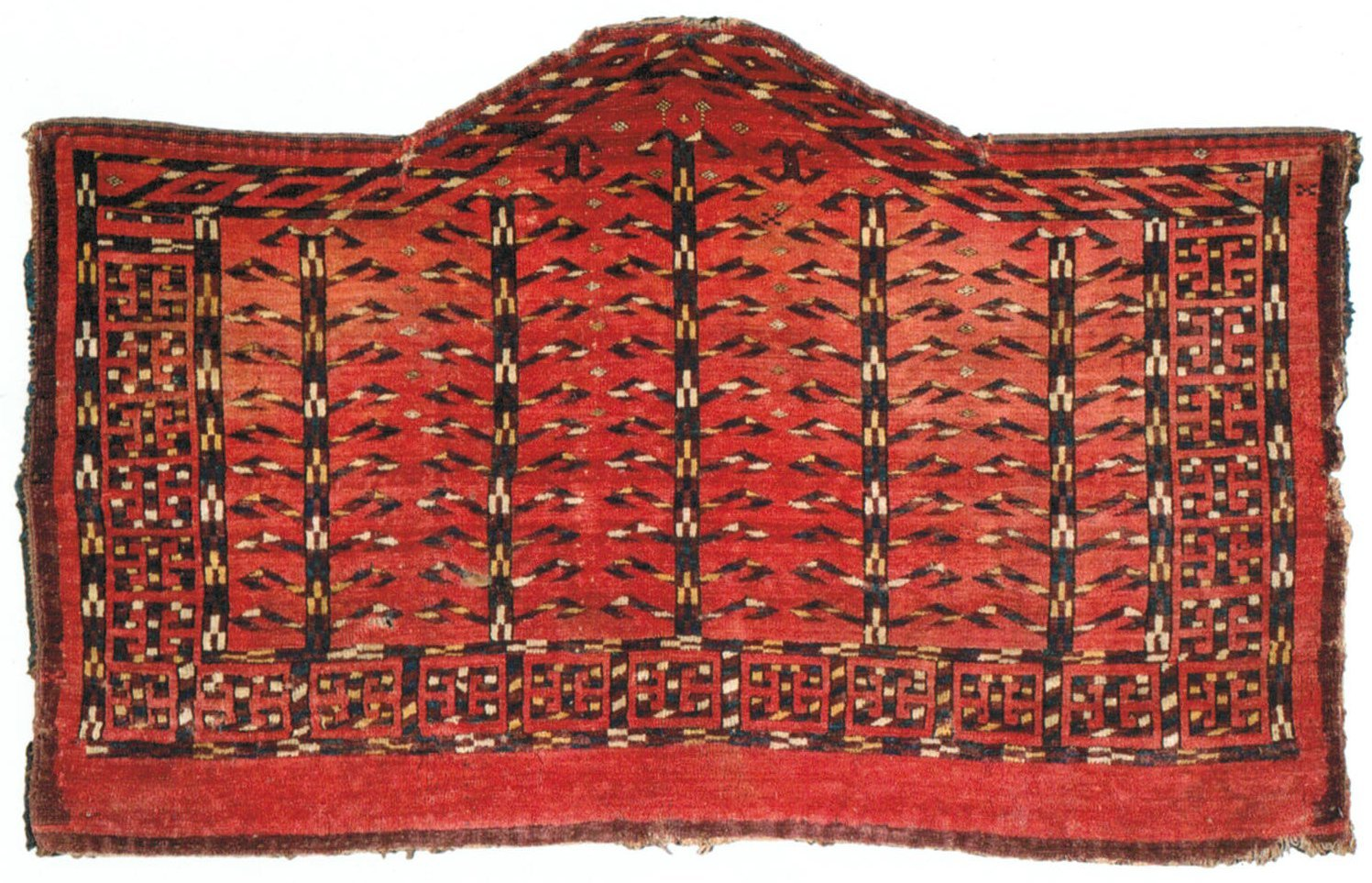
Tapete Yomut Asmalyk, séculos 18-19, Turquemenistão

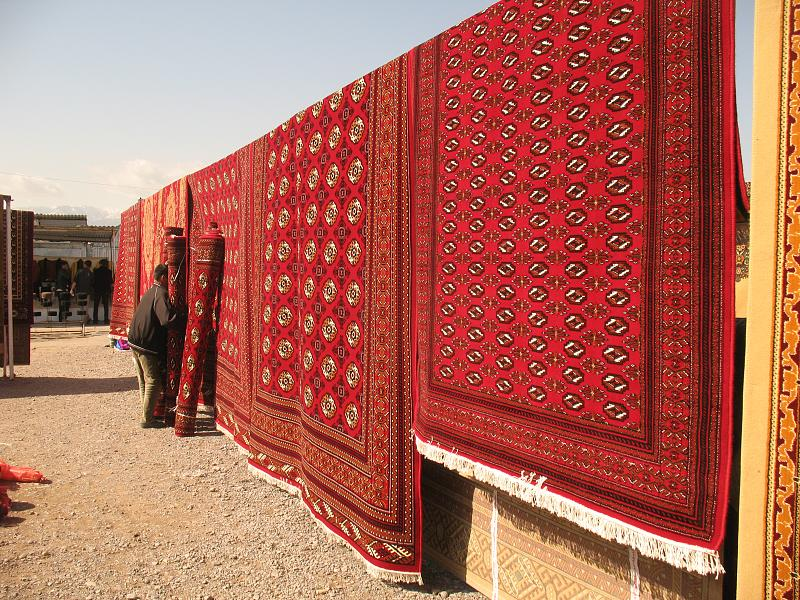
Tapetes no Bazar Altyn Asyr

Alguns séculos atrás, quase todas as tapeçarias turquemenas eram produzidas por tribos nômades quase inteiramente com materiais obtidos localmente, lã dos rebanhos e tinturas vegetais, ou outros corantes naturais da terra. Elas usaram desenhos geométricos que variavam de tribo para tribo; os mais famosos são o Yomut, Ersari, Saryk, Salor e Tekke. Irregularidades - consideradas parte do charme de muitos colecionadores de tapeçarias - eram bastante comuns, já que os materiais naturais variavam de lote a lote e a urdidura ou trama de lã podia se esticar, especialmente em um tear que é regularmente dobrado para transporte e montado em outro acampamento.
Mais recentemente, grandes oficinas de tapeçarias nas cidades apareceram, há menos irregularidades e a tecnologia mudou um pouco. Desde cerca de 1910, corantes sintéticos têm sido usados junto com os naturais. O tamanho das tapeçarias nômades é limitado ao que pode ser feito no tear portátil de um nômade; tapeçarias maiores sempre foram produzidas nas aldeias, mas agora são mais comuns. O uso de algodão para fios de teia e de trama também se tornou comum.

As tapeçarias produzidos em grande número para exportação no Paquistão e no Irã, e vendidos sob o nome de tapeçarias turcomenas, são na sua maioria feitos com cores sintéticas, com urdiduras de algodão e pilha de lã.  Elas têm pouco em comum com as tapeçarias tribais turcomenas originais. Nestas tapeçarias  de exportação, vários padrões e cores são usados, mas o mais típico é o do design Bukhara, que deriva da tapeçaria Tekke, muitas vezes com um fundo vermelho ou castanho. Outro favorito é derivado da tapeçaria Ersari, com o design de pé do elefante octogonal. O Museu da Tapeçaria do Turquemenistão, que preserva exemplos das tapeçarias tribais turquemenas originais, está localizado em Asgabade.

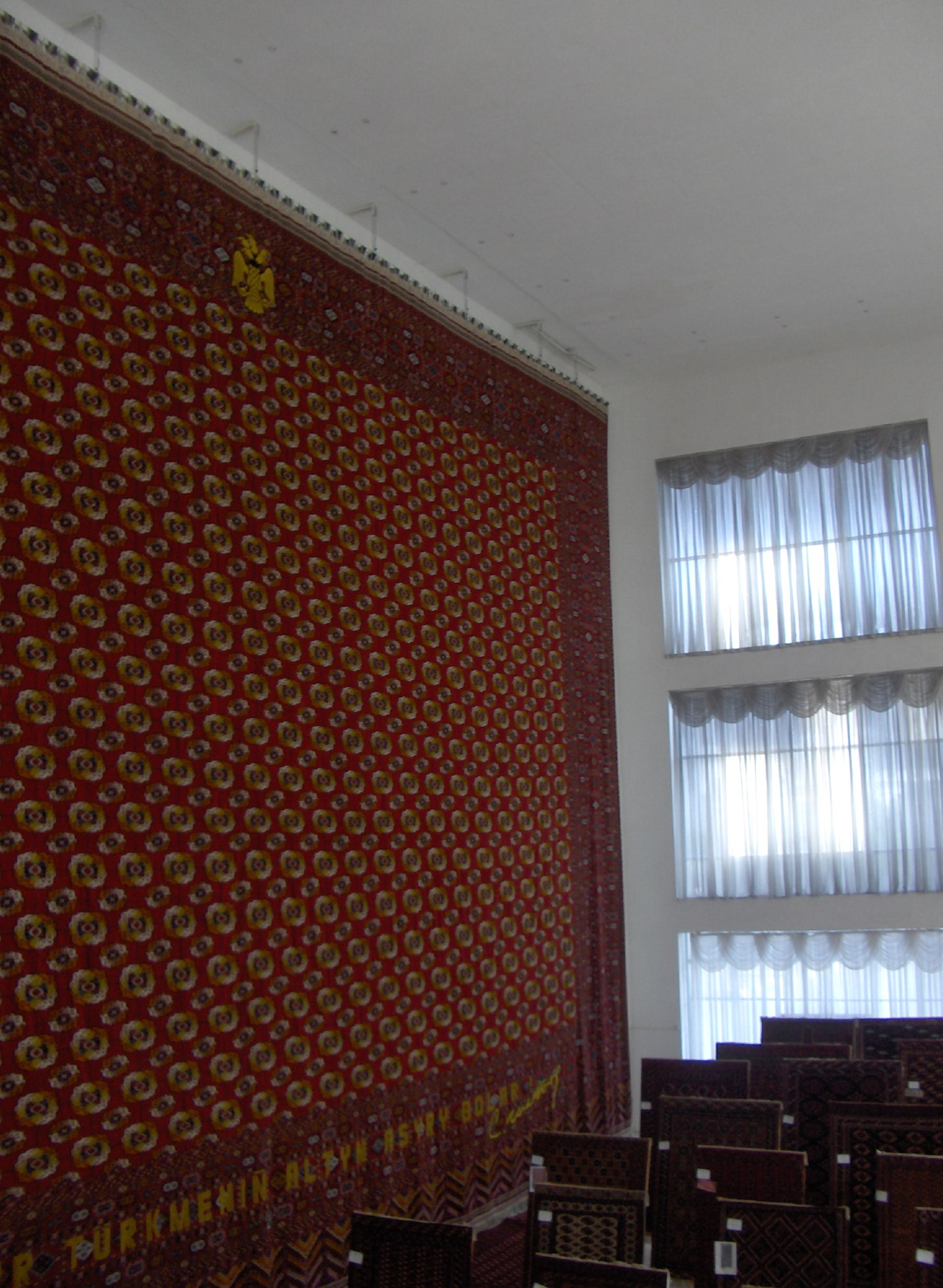
A maior tapeçaria do mundo

Muitas tapeçarias afegãs têm uma forte semelhança com as tapeçarias turquemenas. O Afeganistão produz muitas tapeçarias relativamente baratas e grosseiras, principalmente para exportação, e muitas delas em um design "Bukhara". No entanto, há também alguns afegãos muito finos, inclusive muitos usando desenhos turquemenos.

## Turquemenistão
No final do século XX, a tecelagem de tapeçarias no Turquemenistão havia se tornado um dos setores mais importantes da economia. Em 1992, o Dia da Tapeçaria turquemena tornou-se oficialmente um feriado nacional público, comemorado anualmente no último domingo de maio. Entre as modernas tapeçarias turquemenas, encontra-se a maior área total de tapeçarias feitas à mão do mundo, com 301 m², tecida em 2001 e em 2003 entrou no Livro Guinness dos Recordes.

### Heráldica
A faixa vertical da bandeira do Turquemenistão colocou cinco padrões principais de tapeçarias turquemenas, com figuras secundárias dispostas ao longo das bordas. Esses padrões refletem a unidade nacional do Turquemenistão. Os cinco motivos tradicionais de tapeçarias no disco vermelho do emblema do Turquemenistão representam as cinco grandes tribos ou casas, e representam também os valores tradicionais e religiosos do país. Estas tribos turcomenas, na ordem tradicional, são Teke, Yomut, Arsary, Chowdur e Saryk (Saryq).
|                            |                           |                                       |                                       |                                                                            |
| Bandeira do Turquemenistão | Emblema do Turquemenistão | Emblema do Turquemenistão (1992-2000) | Emblema do Turquemenistão (2000-2003) | Emblema do Turquemenistão Soviético (1937-1991) Turquemenistão (1991-1992) |

### Ministério da Tapeçaria
A Associação Estatal de Türkmen haly é um dos principais fornecedores do mercado mundial de tapeçarias turquemenas feitas à mão, em lã pura do Turquemenistão. As principais atividades da corporação são a produção e venda de tapeçarias turquemenas, preservando as tradições da tecelagem de tapeçarias , e a restauração de ornamentos de tapeçarias e artigos antigos.

### Museu da Tapeçaria do Turquemenistão
O Decreto Presidencial turquemeno de 20 de março de 1993, em Asgabade, criou o Museu da Tapeçaria do Turquemenistão. O museu é um dos centros culturais do Turquemenistão, que tem cerca de 2.000 exposições de tapeçarias, incluindo peças raras, em exibição. Por exemplo, o museu tem o menor produto de tapeçaria, feito para ser usado com chaves. O museu também realiza restauração de tapeçarias antigas. É um processo desafiador - alguns espécimes antigos artisticamente tecidos contêm até 1.350.000 nós. O museu é constantemente atualizado, e seus funcionários realizam buscas e compilam coleções de tapeçarias antigas. O novo edifício do Museu da Tapeçaria do Turquemenistão tem um espaço total de 5.089 m². O museu também organiza fóruns científicos e conferências internacionais.

### Principais cidades produtoras de tapeçarias
Bereket tem uma fábrica de tecelagem de tapeçarias turquemenas em uso desde 1923.